# Konzervacija restauracija predmeta od srebra
Konzervacija restauracija predmeta od srebra je aktivnost posvećena zaštiti i očuvanju povijesnih i arheoloških predmeta od srebra. Na predmetima kulturne baštine u Hrvatskoj ovaj rad obavljaju školovani ili državno ispitani restauratori metala .
Kroz povijest srebrni su predmeti izrađivani kako bi bili korišteni u religiozne, tehničke ili kućne svrhe. Sam čin konzervacije teži kako zaštiti tako i maksimalnom usporavanju propadanja spomenutih predmeta, te očuvanju istih za buduću uporabu. Konzervatori restauratori pri radu na srebrnim predmetima teže prije svega prevenciji i uklanjanju površinske korozije.
Konzervator restaurator koji radi na srebrnim predmetima mora biti upoznat s tehnologijom i povijesti obrade srebra, te mora poznavati konzervatorsko restauratorsku etiku,suvremene teoretske i metodološke osnove konzerviranja restauriranja, suvremene metode obrade ovih predmeta, također mora poznavati povijesno umjetnički razvoj oblikovanja srebra, ali i osnove znanstvenog ispitivanja spomenutih predmeta.

## Uporaba
Srebro je jedan od plemenitih metala, a vađenje srebrne rudače počelo je negdje oko 4000.godine prije Krista na području Anatolije, današnja Turska. Zbog izvrsne kovnosti, sjaja i trajnosti srebro je korišteno u brojne svrhe, poput izrade nakita, jedaćeg pribora i posuđa, novca, te predmeta koji se koriste u religioznim obredima. Također je korišteno i za prevlačenje drugih metala tankim slojem srebra. Kako je čisto srebro suviše meko dodaje mu se bakar za poboljšanje čvrstoće. Najčešće korištene slitine srebra su danas finoće 925,900 i 800, s time da se kod ovog podrazumijeva količina srebra na 1000 dijelova slitine, ostatak je u pravilu bakar. Kako je srebro vrlo osjetljivo na tamnjenje danas su razvijene i na europskom tržištu se mogu naći najmanje 2 slitine orijentirane na rješavanje ovog problema, Argentium sterling srebro, koje osim bakra sadrži i malenu količinu germanija u slitini, te Platinum sterling srebro ,slitina s malom količinom platine (1-5%!).Obje su ove slitine vrlo otporne na tamnjenje, no i dosta skuplje tako da se njihova uporaba nije odviše proširila.

## Tamnjenje srebra
Svi metali, s izuzećem čistog zlata,te platine, korodiraju u dodiru s okolnom atmosferom.
Visoka relativna vlažnost zraka, te zagađenost istog uobičajeni su uzroci korozije metala, uključujući srebro.
Kao plemeniti metal srebro je otporno na koroziju ali ne u potpunosti kao zlato ili platina. Radilo se o metalnom predmetu ili posrebrenju, u dodiru sa zrakom i sumpornim spojevima srebro postupno potamni.
Koroziona prevlaka rezultat je kemijske reakcije. U slučaju srebra ovaj je sloj crne boje, te je po sastavu srebrni sulfid. Ako predmet očistimo i uklonimo sloj sulfida metal je opet sjajne blještavo bijele boje.
Na nekim je metalima ovaj sloj estetski prihvatljive, lijepe boje, te zaštitnih svojstava, pa ga se u tom slučaju naziva patinom - primjer bakrom prevučenih krovova ili brončanih skulptura i zvona.

## Preventivna konzervacija
Vidi članak preventivna konzervacija

### Pohrana i rukovanje
Primjereno rukovanje, pohrana te konzervatorsko restauratorski zahvati koriste se u usporavanju i sprečavanju propadanja srebrnih predmeta.
Metale je najbolje čuvati u stabilnoj atmosferi niske vlažnosti zraka, najbolje do 40 %, ili ako je moguće manje. Srebro čuvano na vlažnim mjestima vrlo brzo potamni. Dakako kod predmeta gdje je srebro kombinirano s materijalima organskog porijekla poput drveta, bjelokosti, odnosno kosti ili rožine najbolje je da predmete čuvamo pri relativnoj vlazi zraka od najmanje 40 - 45 %.Temperatura od 15 do najviše 25 C, najbolje ne više od 18 C. Razina rasvijete za nelakirane predmete do 300 lx, za lakirane do 150 lx, za predmete kod kojih je srebro kombinirano sa svijetloosjetljivim materijalom do 50 lx( papir, tkanine, obojena koža ili pergament ).
Kod pohrane i izlaganja nikako ne koristiti materijale kao što su kiseli papir, drvo, filc, vuna, guma, te određene vrsta ljepila i boja. Kod rukovanja s predmetima obavezno koristiti polietilenske, nitrilne ili pamučne rukavice.

### Prevencija interakcije sa sumporom kao alternativa lakiranju
Srebro tamni prije svega zbog u zraku prisutnih sumpornih spojeva.
Kako bi zaštitili predmete, možemo ih umotati u poseban papir ili tkaninu koji su natopljeni metalnim solima ili finim česticama srebra a koje na sebe vežu sumporne spojeve ( npr. Pacific Silvercloth) . Također su u uporabi i materijali koji sadrže aktivni ugljen. Izrazito vrijedni se predmeti mogu čuvati ili izlagati u komorama s argonom.
Eventualno se može koristiti i RP A sustav pakiranja japanske tvrke Mitsubishi Gas Chemical Company, prije svega na arheološkim predmetima, iako izvrsnih osobina ovaj je sustav prilično skupa opcija za čuvanje predmeta.  
U suštini je ovakav pristup najkvalitetniji način kako zaštite tako i izlaganja te čuvanja predmeta, no zbog visokih ulaganja te neophodne sustavne kontrole stanja predmeta kod nas se isti do sada nije koristio.

### Lakiranje
Iako lakiranje nije idealan način zaštite srebrnih predmeta, zbog svoje nezahtjevnosti i jednostavnosti izvođenja i danas je dominantan način zaštite predmeta, kako povijesnih, tako i arheoloških. Na povijesnim se predmetima najčešće koriste nitro lakovi, najbolje su vrste posebno oblikovane za ovu svrhu, poput Perlitola RE 1260e( nekada Austrija, nakon propasti proizvođača proizvodi se u Njemačkoj), Agateena No 27(SAD)te Frigilene-a(Velika Britanija), ili akrilnog laka Paraloid B-72, kod arheoloških korištenje nitro lakova nikako nije preporučljivo.
Lak se nanosi isključivo na potpuno čiste i temeljito odmašćene površine. Danas se sve više preporuča nanošenje prskanjem, no nanošenje kistom, ili uranjanjem također se i dalje koristi.
Prije lakiranja možemo predmete tretirati benzotriazolom.
Danas je u fazi ispitivanja i mogućnost primjene Parilen (Parylene : poli-para-ksililen)konformalnih prevlaka, prije svega na arheološkom materijalu, spomenute se već dugo koriste u industrijske svrhe, nedostatak im je problematična reverzibilnost.

Bilo bi vrijedno uspitati i američki proizvod Everbrite ProtectaClear, te njemački Pantarol A lak, po proizvođačkoj specifikaciji oba su ova proizvoda lako ukloniva s tretiranih objekata.Danas(2020.)se na tržištu mogu naći i prevlake bazirane na nano,te sol gel tehnologiji ( npr. Sambol Silber-Anlaufschutz NANO - ATP 100).

## Povijesne metode
Umijeće izrade srebrnih predmeta  - srebrnarstvo, prakticira se već stoljećima.Srebrnar je osim izrade svojim kupcima davao i savjete kako održavati predmete. Dva su takva povijesna primjera:
1737. - " čisti ih samo vodom i sapunom, pomoću spužve, potom ih dobro isperi i osuši mekom lanenom krpom te ih nemoj čuvati na vlažnom mjestu jer im to šteti"
1679. - "...trljaj ih od gore na dolje,nikako obratno,kružne dijelove trljaj kružnim pokretima,ne drugačije,i nemoj nikako za to koristiti kredu,pijesak ili sol"
Iako stari ovi savjeti nisu bitno drugačiji od današnjih naputaka za čišćenje i ručno poliranje srebra.

## Suvremena praksa
Sljedeći odjeljci prikazuju različite načine čišćenja predmeta od srebra. Treba naglasiti da primjena nekih od njih nije preporučiva te da može dovesti do oštećenja predmeta ( dio o strojnom poliranju isključen je stoga iz ovog prijevoda izvornog članka s engleske wikipedije! ).U slučaju da nismo sigurni prije bilo kakovog djelovanja na predmetu konzultirati profesionalnog konzervatora restauratora metala.
Predmete nikako ne čistiti do prazne  ,potpuno čiste površine, posebno ne one s reljefnim ili graviranim ukrasima,jer u ovom slučaju ključnu ulogu ima tanak, uporabom i održavanjem stvoren sloj patine, upravo taj sloj daje predmetima istinsku živost i ljepotu, dok na prije spomenuti način očišćeni ( " temeljito oribani") predmeti mogu tek poslužiti kao dokaz razine neznanja onog tko ih je čistio ( može se reći da je ovakav postupak ekvivalent radikalnoj obnovi tehničkih predmeta). Nikako se ne preporuča niti umjetno patiniranje predmeta kako bi nadoknadili spomenuti sloj, jer isto daje prejak i neprirodan kontrast ( ovo se eventualno može koristiti kod novoizrađenih dijelova ).Isključivo povremeno ručno poliranje s krpom za poliranje srebra nelakiranih predmeta tijekom barem nekoliko mjeseci, odnosno sve dok se u udubljenjima ne formira tanak sloj patine može se smatrati ispravnim postupkom ,tek se potom može predmete lakirati, ili zaštiti od tamnjenja na neki drugi način. Kod nas se još uvijek izrazito često viđaju na bijelo očišćeni ili bolje rečeno devastirani predmeti ,koncepti patine i minimalne invazivnosti zahvata, te očuvanja povijesti predmeta u našoj sredini još uvijek izgleda nisu niti prepoznati niti prihvaćeni.

### Povijesni predmeti
Na vodu osjetljive dijelove objekta obložiti plastelinom ili plastičnom folijom. Kod posrebrenih predmeta bolje je koristiti kemijske metode rada, nepažljivim mehaničkim čišćenjem možemo posrebrenje potpuno ukloniti. Kao najblaže sredstvo za uklanjanje tankih korozionih slojeva može se koristiti 5 - 10 %  iscrpinu biljke sapunike ( Saponaria officinalis ).Kašicu od taložene krede i destilirane vode može se utrljavati na predmet(pomoću tampona vate ili pamučne krpe, odnosno mekše četkice za zube).Preporučljivo je djelovanje isprobati na bazi ili komadu srebrnog lima odnosno pleksiglasa. Ako kaša nije pregruba nakon rada s njom predmet uglačati krpom za poliranje srebra. Potom ga isperemo vodom i što brže osušimo, nakon toga predmet umotamo u beskiselinski papir i zavarimo u polietilensku vrećicu. K predmetu možemo dodati i neki od materijala koji na sebe vežu sumporovodik, primjerice 3M trake protiv tamnjenja.

#### Vata natopljena abrazivom
Vata natopljena abrazivom i nekim nepolarnim otapalom (white spirit, petrolej, benzin)  može se nabaviti i gotova, te je pogodna za čišćenje predmeta koji ne mogu biti u dodiru s vodom.
Po čišćenju čistu vatu natopiti otapalom i odstraniti eventualne ostatke abrazivnog sredstva.
Osim vate natopljene abrazivom na povijesnim je predmetima raširena i uporaba mješavine taložene krede i vode.

#### Domaća sredstva
Tu se može navesti korištenje paste za zube, cigaretnog pepela te vode u kojoj se kuhao krumpir u ljusci.
Popularna je i mješavina soli i sode bikarbone (po 9 gr soli i 9 gr sode bikarbone )koja se koristi u kombinaciji s alu folijom, ili aluminijskim loncem (predmete umotamo u foliju i prelijemo vrućom otopinom, kod korištenja lonca predmete jednostavno ubacimo u aluminijski lonac s vrućom otopinom).
Ako bi se ipak odlučili za korištenje spomenutih, po čišćenju predmete obavezno dobro i temeljito isprati, te osušiti što brže, kako bi izbjegli stvaranje tkz vodenih mrlja.

#### Kemijska sredstva
Kao najvažnije predstavnike možemo izdvojiti zakiseljenu 8-10 % otopinu tiouree, otopine 15 % amonijevog ili 30 % natrijevog tiosulfata, te EDTA otopinu. Jedan američki patent predlaže i otopinu analognu onoj tiouree - 12 % kalij jodida,3% H2SO4, ostalo voda, no korištenje iste se nikako ne može preporučiti.
Nikako ih ne koristimo na arheološkom materijalu.
Kupka na bazi tiouree je osim toga i prilično otrovna, nadalje tiourea je kancerogen spoj, i tijekom zadnjih 20 godina iznešene su ozbiljne zamjerke primjeni iste, pa bi prednost trebalo dati tiosulfatnim otopinama, koje su u usporedbi s ovima relativno neopasne.
Pri radu s ovim otopinama razvija se plin sumporovodik, specifićnog mirisa na pokvarena jaja, ovaj je plin zapaljiv i otrovan za udisanje. Stoga oprez, ne raditi kod izvora iskrenja ili otvorenog plamena, koristiti zaštitnu masku!

#### Elektrokemijsko čišćenje
Najčešće se kao elektrolit koristi vodena otopina natrijeva hidroksida 2 - 5 %, no mogu se koristiti i manje agresivne kemikalije poput kalijeva i natrijeva karbonata ili natrijeva tetraborata. Predmet spajamo kao katodu, znači na minus pol izvora istosmjerne struje, na plus pol, kao anodu, ploču od nehrđajućeg čelika. Jakost struje barem 1 A/dm2, napon ne više od 12 volti. Predmet uronimo u otopinu u koju je već uronjena anoda, nakon 5 - 10 minuta prekidamo postupak i predmet isperemo i istrljamo krednom kašom, te po potrebi nastavljamo. Na kraju dobro isprati i što brže osušiti predmet. Postupak možemo izvoditi i lokalno, tada vrh pincete od nehrđajućeg čelika omotamo vatom,istu natopimo nekim od elektrolita te pincetu spojimo na plus pol a predmet na minus pol ispravljača. Prelazimo po korodiranom mjestu te što češće mijenjamo vatu kojom je omotan vrh pincete. Predmet isperemo i istrljamo krednom kašom te po potrebi postupak nastavljamo. Napon i jakost struje u ovom su slučaju znatno niži nego kod postupka u kojem je predmet uronjen u elektrolit.
Danas se ovu tehniku preporuča izvoditi uz prethodno mjerenje korozionog potencijala, kako bi se preciznije odredili parametri postupka.
Treba spomenuti i PLECO -  uređaj za elektrolitsko čišćenje srebra, razvijen u Švicarskoj, radi se o Open Source konzervatorskom alatu, dokumentacija i pravo korištenja za isti javno su dostupni.

#### Čišćenje ultrazvukom
Ultrazvučno čišćenje dugo je korišteno u industrijske svrhe, te u obrtništvu. Usprkos efikasnosti nerado ga se koristi za čišćenje metalnih predmeta kulturne baštine. Predmet uroniti u otopinu na 2-3 minute, zatim prekinuti postupak, provjeriti rezultat i ako treba nastaviti postupak. Bolje je koristiti višekratna kratka izlaganja ultrazvuku. U principu mogu se koristiti gotove otopine za ultrazvučno čišćenje, no otopine koje priredimo sami znatno su jeftinije, te znamo točan sastav otopine s kojom radimo. Otopina tiouree, te otopina tiosulfata, koje se koriste za kemijsko čišćenje mogu se koristiti i za čišćenje ultrazvukom.
Nipošto ne koristiti na predmetima ukrašenim dragim, poludragim ili ukrasnim kamenjem, koraljima, biserjem, jantarom, gagatom, sedefom, emajlom te nielom!
Nipošto ne koristiti na arheološkim predmetima!

#### Čišćenje laserom
Može se koristiti, no cijena uređaja je za naše uvjete još uvijek previsoka.

#### Čišćenje plazmom
Može se koristiti, no cijena uređaja je za naše uvjete još uvijek previsoka, te treba naglasiti da trenutačno na tržištu i nema komercijalno proizvedenih uređaja ove vrste.
.

## Strukturalna konsolidacija predmeta
Nekada uobičajene agresivne, invazivne i ireverzibilne tehnike poput tvrdog i mekog lemljenja danas se u principu mogu koristiti samo u izrazito ograničenom broju slučajeva,isključivo ako su zaista neophodne.Njihova uporaba prije svega je namijenjena predmetima koji se i dalje koriste,a ne muzejskim predmetima.Prednost dakle dajemo reverzibilnim i neinvazivnim postupcima kao što je ljepljenje ( s ili bez ojačanja).

## Obnova pozlate ili posrebrenja
Ovi postupci dolaze u obzir također isključivo ako je njihova uporaba zaista neophodna. Rutinsko obnavljanje pozlate u vatri elektrolitskim postupcima nikako ne može biti prihvatljivo,jer ovo podrazumijeva potpuno uklanjanje izvornog sloja pozlate.Prednost treba dati postupcima koji uključuju potpuno očuvanje izvornih prevlaka,a idealno bi bilo da se obnova svede samo na mjesta na kojima izvorna prevlaka više ne postoji.Koristiti isključivo necijanidne elektrolite.Eventualnoo se može koristiti i postupke posrebrenja odnosno pozlate utrljavanjem odnosno uronjavanjem.Razmisliti i o mogućoj uporabi zlatnih listića ili praha odnosno toniranih lakova.

### Arheološki predmeti
Ova je grupa predmeta posebno osjetljiva na pogrešno donesene i nepromišljene odluke kod planiranja ili izvođenja restauratorskog zahvata. Velik problem kod arheoloških predmeta od srebra jest njihova krhkost, a do iste pak dolazi prije svega zbog sastava slitine, te dugo trajućih korozionih procesa. Vrlo su problematični i predmeti kod kojih je zbog korozije došlo do potpune mineralizacije, tj.nestanka metalne jezgre.
Nadalje kao za obradu zahtjevnije možemo izdvojiti pozlaćene te nijelirane i emajlirane predmete.
Čistimo prije svega mehanički i to ili suhim postupkom ili blagim abrazivima pomiješanim s nekim nepolarnim otapalom, miješanje istih s vodom bolje je izbjegavati.Kod pozlate na srebru za uklanjanje srebrnog  klorida istaloženog na  pozlati može se  koristiti topla 10 % otopina sulfaminske  kiseline,te zasićene otopine  kalijevog,natrijevog ili amonijevog rodanida.
Nipošto ne koristiti ultazvuk!

#### Strukturalna konsolidacija predmeta
Za lijepljenje dijelova prije svega koristiti reverzibilne materijale poput ugušćene otopine Paraloida B-72, ireverzibilne je materijale u principu bolje izbjegavati. Za ojačanja koristiti finu staklenu ili poliesternu tkaninu(Holytex ili Reemay).

#### Stabilizacija
Za stabilizaciju možemo koristiti benzotriazol, uz napomenu da je i ovdje bolje koristiti neke nove manje toksične inhibitore korozije, kao jednostavno sredstvo može se koristiti klorofil. Treba naglasiti da je benzotriazol po propisima važećim na teritoriju Europske unije tvar štetna po zdravlje, tako da s istim možemo raditi samo uz sustavno provedene mjere zaštite na radu.
Kao zaštitna prevlaka može se koristiti Paraloid B-72(ili Paraloid B-67 - topiv u white spiritu), te vosak  Renaissance Wax,eventualno i kombinacije sloj laka i preko njega mikrovosak.Nitro lakovi koji se još uvijek koriste na povijesnim predmetima kod arheoloških predmeta ne dolaze u obzir.

## Školovanje konzervatora - restauratora metala u Hrvatskoj
- Umjetnička Akademija u Splitu, konzerviranje restauriranje metala predaje se na prvoj i drugoj godini od 1997.godine, a od 2011. pokrenut je i petogodišnji studij konzervacije restauracije metala.[23]Treba naglasiti da su konzervaciju restauraciju metala niz godina tamo predavale osobe( i trenutačno opet predaju)  koje to nikako ne bi mogle u nekoj srednje ili visoko razvijenoj europskoj zemlji ( dobre veze kao temeljni kriterij ), uz izuzetak razdoblja od nepune 3 godine koliko je na studiju predavala Valentina Ljubić Tobisch, školovana na Fakultetu primijenjene umjetnosti u Beču,gdje je 2019. i doktorirala,inače bivša voditeljica restauratorske radionice Tehničkog muzeja u Beču(2005 - 2017 ).[24][25][26]
- Sveučilište u Dubrovniku, preddiplomski i diplomski studij konzervacije-restauracije metala (od 2005.).Nastavu su do 2013. vodilili talijanski stručnjaci(Giancarlo Marini ( 1936. – 2019.),samouki kipar i keramičar), nakon toga vodi je Kristina Kojan Goluža, školovana keramičarka, danas je vode Josip Kralik i Marta Kotlar.[27][28][29][30]

Treba naglasiti da se nastava odvija u suradnji s Instituto per l arte e il restauro Palazzo Spinelli iz Firence, komercijalno orijentiranom institucijom, koja je u svojoj matičnoj zemlji tek od 2014. imala pravo izvođenja petogodišnjeg studija, a studija konzervacije restauracije tek od 2015.
- Konzervacija metala predavala se i na Akademiji likovnih umjetnosti u Zagrebu, kao izborni predmet( predavač Mr. Art Dragan Dokić preminuo je početkom 2013.,kolegij nakon toga više nije predavan).[34][35]

## Zakonska regulativa i zaštita prava konzervatora metala u Hrvatskoj
Ako izuzmemo opće zakonske akte rad konzervatorsko-restauratorske službe, pa i konzervatora restauratora metala, uključujući i one koji rade na srebrnim predmetima, u Hrvatskoj danas prije svega određuju sljedeći propisi:
- Pravilnik o stručnim zvanjima za obavljanje poslova na zaštiti i očuvanju kulturnih dobara te uvjetima i načinu njihova stjecanja (NN 104/19 na snazi od 8.11.2019.)

- Pravilnik o uvjetima za dobivanje dopuštenja za obavljanje poslova na zaštiti i očuvanju kulturnih dobara (NN 98/18)

Što se tiče zaštite prava konzervatora restauratora stanje je i dalje nezadovoljavajuće,usprkos nekih pozitivnih stvari koje donosi novi pravilnik,prije svega činjenice da su 
svi konzervatori restauratori konačno podvedeni pod jedan jedinstveni pravilnik,te konačnog reguliranja statusa školovanih restauratora.Posebno su ugrožena prava restauratora uposlenih u muzejima.Ministarstvo kulture godinama jednostavno odbija stvarno i dosljedno izjednačiti prava restauratora zaposlenih u muzejima s pravima restauratora koji rade u HRZ-u ili samostalno.Ovo je bilo razvidno već kod javne rasprave o gore navedenom pravilniku,birokrati iz Ministarstva kulture jedostavno su odbili prihvatiti i vrednovati razlike u radu u muzejima ,te restauratorskom zavodu.Nikako nije jasno kako bi viša zvanja mogle steći i osobe koje rade u manjim muzejima  -   naime isti bi u startu morali imati iste šanse za stjecanje viših zvanja kao i restauratori koji rade u HRZ ili samostalno,odnosno u nekom većem muzeju.Niz dvosmislenih i samo odvjetničkom konziliju razumljivih odredbi također otvara put obezvrjeđivanju rada konzervatora restauratora zaposlenih u muzejima.Što se tiče predmeta od metala besmisleno je kao specijalizaciju navesti predmete zlatarskog i filigranskog obrta(  filigran je jedna od zlatarskih tehnika,birokratske li stupidnosti), odnosno predmete umjetničkog obrta od metala( zlatarstvo je jedan od umjetničkih obrta!),kad je spektar predmeta od metala na kojima se u muzejima radi daleko širi( čisto utilitarni predmeti,skulpture,oružje,sitna plastika i medalje,značke,zvona,igračke,muzički instrumenti &td ).Predmeti tehničke i industrijske baštine nisu pak niti navedeni kao specijalnost( usprkos činjenice da je u raspravi upozoreno na ovo - briga ovu četu uhljeba za to,ta imaju oni političko zaleđe,znaju valjda oni što je što (navodno su na toj papazjaniji od propisa radili 2 godine! ).U svijetu se većinom koristi podjela na povijesne predmete od metala i arheološke predmete od metala,no ovim vrsnim znalcima to očito ne predstavlja ništa  ( da stvar bude zagonetnija u prijedlogu pravilnika bila je i specijalnost predmeti od metala no neki doktor bedastoće odnosno vrsni stručnjak je ovo u prihvaćenoj verziji maknuo).

### Knjige
- Selwyn, L. Metals and Corrosion: A Handbook for Conservation Professional, Ottawa 2004.
- Catello, D. Il restauro delle opere in argento (Restoration of silver artifacts), Napulj 2008.
- Catello,C. Argenti antichi. Tecnologia, restauro, conservazione. Rifacimenti e falsificazione,Sorrento 2000.
- Schmidt-Ott, K. Reinigung von Silberoberflaechen, Stuttgart 1996.
- Cronyn, J. M.  The Elements of Archaeological Conservation, London 1990.

### Periodika i članci u zbornicima

#### Domaći članci
- Budija, Goran. Čišćenje, zaštita i održavanje umjetničkih predmeta i starina od srebra. // Vijesti muzealaca i konzervatora. 2/3 (2001.)
- Kralik,Josip EVALUACIJA ELEKTROLITSKE REDUKCIJE PRODUKATA KOROZIJE NA SREBRNIM I POSREBRENIM ARTEFAKTIMA I SMJERNICE NJEZINE PRIHVATLJIVE PRIMJENE,Osječki zbornik XXXVI,Osijek 2021.(online)

#### Strani članci
- Caley, E. R., The Deposition of Metallic Copper on Antique Silver Coins during Electrolytic

Cleaning and a Method for its Removal, Technical Studies in the Feld of the Fine Arts, 3
(1934-35) str.123-32.
- de Witte, E. 1973–74. The protection of silverware with varnishes. Bulletin de l’Institut royal du patrimoine artis-

tique 14: str.140–51.
- Wanhill, R. J.H., 2000, Brittle archaeological silver. Identification, restoration and conservation, Materialen, 16, 30– 5; also NLR Technical Publication NLR.
- Wanhill, R. J.H., Steijaert, J. P.H. M., Leenheer, R., and Koens, J. F.W., 1998, Damage assessment and preservation of an Egyptian silver vase (300-200 BC), Archaeometry, 40, 123-137.
- Равич И.Г., Шемаханская М.С., ГринкругМ.С. К вопросу о восстановлении хрупкого археологического серебра // Реставрация, исследование и хранение музейных художественных ценностей / ГЕЛ. Информкультура. - М., 1978. Выл. I. -С. 12.
- Равич И.Г. Металлография начальных стадий межкристаллитной коррозии хрупкого арх. серебра // Реставрация памятников истории и культуры / ГБЛ. Информкультура,/Экспресс-информация. - M., 1984. - С 4-6.
- U. Jahr: Zur problematik der Sulfidabnahme von kunsthandwerklichen Silber objekten, Arbeits blatter F_r restauratoren, Mainz, 1988.
- La Niece, S. “Silvering.” In S. La Niece and P. Craddock, eds., Metal Plating and Patination: Cultural, Technical and Historical Developments. Oxford, UK: Butterworth-Heinemann, 1993, pp. 201–210.
- Ravich, I. G., 1993, Annealing of brittle archaeological silver: microstructural and technological study, in 10th Triennial Meeting of the International Council of Museums Committee for Conservation, Preprints of the Seminar: August 22/27, 1993, II, 792-795, Washington, D. C., U. S.A.
- Niemeyer, B., 1997, Early 20th-century restorations and modern conservation treatments on archaeological silver objects, Metal 95, Proceedings of the International Conference on Metals Conservation (eds. I. D. MacLeod, S. L. Pennec and L. Robbiola), 190-195, James & James (Science Publishers) Ltd, London, U. K.
- Bennett, A., 1994, Technical examination and conservation, Chapter 2 in The Sevso Treasure Part One, Journal of Roman Archaeology, Supplementary Series
- Costa, V. The deterioration of silver alloys and some aspects of their conservation. Reviews in Conservation. The Internacional Institute for Conservation of Historic and Artistic Works. N° 2. 2001. Number Twelve.
- Sease, Catherine; Selwyn, Lyndsies; Zubiate, Susana; Bowers, David F.; Atkins, David R. Problems with coated silver: whisker formation and possible filiform corrosion. Studies in Conservation n° 42. 1997.
- Jett, P. R., Two Examples of the Treatment of Ancient Silver, Current Problems in the Conservation of Metal Antiquities, International Symposium on the Conservation and Restoration of Cultural Property, Tokyo National Research Institute of Cultural Properties, Japan 1993
- Daniels, V. D., and S. Ward. 1982. A rapid test for the detection of substances which will tarnish silver. Studies in Conservation 27:58–60.
- Duncan, S.1986b. Protection of silver against sulfide tarnishing. Conservation Research Report V9, The British Museum, London.
- Duncan, S.1987. Evaluation of four different hydrogen sulfide scavengers. Conservation Research Report V30, The British Museum, London.
- Franey, T. P., G. W. Kammlott, and T. E. Graedel. 1985. The corrosion of silver by atmospheric sulfurous gases. Corrosion Science25, 2:133–143.
- Bradley, S. M.1989. Hydrogen sulfide scavengers for the prevention of silver tarnishing. In Environmental monitoring and control, Dundee: SSCR and the Museums Association. 6567.

• Ded, J., Novak, P., Grosmannova, Z.: Metody restaurování stříbrných
sbírkových předmětů. In: Sborník z konzervátorského a restaurátorského semináře,
Brno 2003, s. 93-97.
- Hallett, K., D. Thickett, D. McPhail, and R. Chater. 2003. Application of SIMS to silver tarnish at the British Museum. Applied Surface Science 2003-2004: 789–792.
- Lee, L. R.1996. Investigation of materials to prevent the tarnishing of silver. Conservation Research Report 1996/1, The British Museum, London.
- Thickett, D., and M. Hockey. 2003. The effects of conservation treatments on the subsequent tarnishing of silver. In Conservation science 2002, eds. J. Townsend, K. Eremin, and A. Adriaens. London: Archetype Publications Ltd.155–161.
- Krebs,E. Aspekte der Metallrestaurierung - Maßnahmen an Silber-, Messing- und Eisenobjekten

,Barockberichte 32/33, 2002, Str. 298–304,Salzburg 2002.
- Wilthew, P.1981. The effect of cleaning treatments on the long term tarnishing of silver. Conservation Research report III 13, The British Museum, London.
- Dandridge,P. The Exhibition of Unlacquered Silver at the Metropolitan Museum of Art,Journal of the American Institute for Conservation Vol. 44, No. 3 (online)[neaktivna poveznica]
- Beentjes, T.P.C. “An Introduction to Silver Plating in 18th-century Europe.” In C. Degrigny, R. van Langh, I. Joosten and B. Ankersmit, eds., Metal 07: Proceedings of the Interim Meeting of the ICOM-CC Metal Working Group, vol. 1, Amsterdam, 17–21 September, 2007. Amsterdam, the Netherlands: Rijksmuseum, 2007, pp. 17–21.
- THE EFFECTS OF FINGERPRINTS ON SILVER Vanessa Cheel, Peter Northover, Chris Salter, Donna Stevens, Geoff Grime, Brian Jones, izlaganje na konferenciji METAL 2010., Charleston 2010., Conference preoceedings
- Wolfe, J., M. Bouchard & C. Degrigny. 2010. Testing for localised electrochemcial cleaning of two 17th-century gilt silver decorative objects. In: Mardikian, P., et al(eds). Metal 2010: proceedings of the interim meeting of the ICOM-CC metals working group, October 11-15,Charleston. Clemson University, 487.
- Ellen van Bork, Sara Creange, Ineke Joosten.2010.Blisters in fire gildings on silver..., Metal 2010. Conference proceedings, Charleston 2010.
- Geraldine Marchand, Elodie Guilminot, Stéphane Lemoine, Loretta Rossetti, Michelle Vieau, Nicolas Stephant Degradation of archaeological horn silver artefacts in burials, Heritage Science 2014, 2:5
- Eggert, G.;Spiering, B. Naturwissenschaftliche Untersuchung des Silberschatzes von Resafa,članak u : T. Ulbert, Der kreuzfahrerzeitliche Silberschatz aus Resafa-Sergiupolis, Resafa III,Mainz 1990., Str. 7-103
- Eggert, G. Die Sprödigkeit des Resafasilbers und die Konsequenzen für seine Restaurierung,članak u : T. Ulbert, Der kreuzfahrerzeitliche Silberschatz aus Resafa-Sergiupolis, Resafa III,Mainz 1990., Str.104-109
- Krehon, V., 'Die Reinigung von Silberoberflachen : Ästhetische Kriterien und Aspekte der Methodenwahl   ', Restauro 4, 1991.
- Breitung E, Marquardt A, Gates G, Weisser T, Henn-Lecordier L, Rubloff G, Phaneuf R. Atomic layer deposition films as protective coatings for silver. In: American Insitute of Conservation, Research and Technical Studies Proceedings, 40th Annual Meeting, vol. 3; 2010.
- Ioanid, E. G., A. Ioanid, D.E. Rusu, & F. Doroftei. 2011. Surface investigation of some medieval silver coins cleaned in high-freuncy cold plasma. Journal of Cultural

Heritage, 12, 220-226.
- G Marchand, R Chevallier, E Guilminot, L Rossetti, S Lemoine, M Vieau :

Study of the conservation treatment applied to the archaeological horn silver artefacts, članak u METAL 2013, Edinburgh 2013., Conference Proceedings
- J Contreras-Vargas, J L Ruvalcaba-Sil, F J Rodríguez-Gómez :Effects of the cleaning of silver with acidified thiourea solutions, članak u METAL 2013, Edinburgh 2013., Conference Proceedings
- Storme,P., Schalm1,O., Wiesinger,R. The sulfidation process of sterling silver in different corrosive environments: impact of the process on the surface films formed and consequences for the conservation-restoration community, Herit Sci (2015) 3:25 DOI 10.1186/s40494-015-0054-1(online)  Arhivirana inačica izvorne stranice od 20. veljače 2021. (Wayback Machine)
- Mariani b., Ortolani C., Baruffetti M., Casu S., Basilissi G.,Vecchierelli A., ‘Il restauro di una Croce d’argento del 1616 conservata presso il Museo Diocesano di Pistoia. “OPD Restauro”, n. 25 (2013), Firenze 2015,str. 275-281
- T. Palomar, M. Oujja, I. Llorente, B. Ramírez Barat, M.V. Cañamares, E. Cano, M. Castillejo, Evaluation of laser cleaning for the restoration of tarnished silver artifacts”. Applied Surface Science, 387 (2016) 118-127.
- Anna Patera, Marco Benvenuti, Mari Yanagishita, Andrea Cagnini, Simone Porcinai, Una phiale in argento del Museo Archeologico Nazionale di Firenze: aspetti tecnici e conservativi, “OPD Restauro”, n. 27 (2015), Firenze 2016, str. 245-254
- T. Palomar, B. Ramírez Barat, E. García, E. Cano, ”A comparative study of cleaning methods for tarnished silver”Journal of Cultural Heritage, 17 (2016) 20-26.
- E. Brown Vying for Control: Using Acidified Thiourea Gel to Remove Tarnish from Gilt Silver and Gold, članak u METAL 2016, New Delhi 2017., Conference Proceedings
- G. Aubert, J. Saunders, S. Golfomitsou Silver Cleaning: Comparative Study of Three Commercial Polishers and Their Use on Islamic Historical Metalwork, članak u METAL 2016, New Delhi 2017., Conference Proceedings
- Giulia Basilissi, Annalena Brini, Andrea Cagnini, Cinzia Ortolani, Il restauro di tre manufatti islamici ageminati come casi di studio. Metodologie di pulitura e protezione dell’argento: introduzione di una tecnica dry con gomme e considerazioni sui formulati protettivi, “OPD Restauro”, n. 28 (2016), Firenze 2017
- T. Palomar, B. Ramírez Barat, E. García, E. Cano EVALUATION OF CLEANING TREATMENTS FOR TARNISHED

SILVER: THE CONSERVATOR´S PERSPECTIVE,INTERNATIONAL JOURNAL OF CONSERVATION SCIENCE Volume 9, Issue 1, January-March 2018: 81-90
- Polidori, T., K. Rovito, and R. Grayburn. Electroplated silver during a re-lacquering campaign at Winterthur:Treatment and analytical insights. Poster presented at the AIC’s 46th Annual Meeting, Houston, 29 May–3 June 2018.
- Nicola Ricotta : Design of a Suitable Cleaning Procedure for the Tarnished Silver Elements of the Reliquary Bust of Santa Vittoria, Diocesan Museum of Agrigento, Sicily, izlaganje na konferenciji METAL 2019.,Neuchatel
- Smirnova,s.,Smirnova,O.,Suško,V. Chemical surface treatment in restoration of silver,Molodoi včeni 9(85),Harkiv 2020.
- Eggert,G.,Dale Smith,G.,Samide,M. Testing silver lacquers - What about Agateen #27,članak u METAL 2022, Helsinki 2023. , Conference Proceedings
- Grayburn,R.,Fair,L. A lacquer to dye for!Exploring a UV florescent additive for Coating applications in silver conservation,članak u METAL 2022, Helsinki 2023. , Conference Proceedings

## Vanjske poveznice
- Preserving the Sheen of Winterthur’s Silver  Arhivirana inačica izvorne stranice od 8. svibnja 2018. (Wayback Machine)
- CURRENT SILVER TREATMENT PRACTICES AT WINTERTHUR (WHITE PAPER)
- Wharton, G.; Maish, S. L.; Ginell, W. S. "A Comparative Study of Silver Cleaning Abrasives"
- "Silver Restoration & Conservation" (Jeffrey Herman)
- "Silver,History and Conservation", by R. van Langh-presentation  Arhivirana inačica izvorne stranice od 12. kolovoza 2016. (Wayback Machine)
- Glenn Wharton: "The Cleaning and Lacquering of Museum Silver"  Arhivirana inačica izvorne stranice od 5. kolovoza 2011. (Wayback Machine)
- "The Care of Silver"  Arhivirana inačica izvorne stranice od 12. travnja 2012. (Wayback Machine)
- An approach to the conservation of deeply corroded archaeological silver:the polos from Crucinia,by A. Archi Olsoufieff , O. Colacicchi Alessandri , M. Ferretti   Arhivirana inačica izvorne stranice od 5. ožujka 2016. (Wayback Machine)
- CCI Silver Care and Tarnish removal
- How to Plate Silver onto Copper Alloys Using Chemicals – Canadian Conservation Institute (CCI) Notes 9/12
- Cardoso, M. O.  "Study of a 9th-century silver earrings set from Mikulčice: corrosion, conservation and maintenance", MA thesis
- V&A silver conservation
- "The care and preservation of historical silver", Clara Deck, Senior Conservator, The Henry Ford
- Silver conservation  Arhivirana inačica izvorne stranice od 20. travnja 2012. (Wayback Machine)
- Cleaning silver with atmospheric pressure plasma
- Costa,V.The deterioration of silver alloys and some aspects of their conservation  Arhivirana inačica izvorne stranice od 4. ožujka 2016. (Wayback Machine)
- Wanhill.J.H.;Northover, J.P. Krtost antičkog srebra izazvana korozijom
- Реставрация археологического серебра  Arhivirana inačica izvorne stranice od 18. listopada 2014. (Wayback Machine)
- Creating a microclimate box for metal storage  Arhivirana inačica izvorne stranice od 20. veljače 2015. (Wayback Machine)
- Looking after silver
- A practical treatment and conservation study for a group of silver coins from Dhamar regional museum
- Lets Putz Silber?,Stuttgart 2014.[neaktivna poveznica]
- Conservation of Early Medieval silver pearl
- THREE DECADES LATER: A STATUS REPORT ON THE SILVER LACQUERING PROGRAM AT WINTERTHUR   Arhivirana inačica izvorne stranice od 15. veljače 2017. (Wayback Machine)
- Evaluation of three protective coatings for indoor silver objects
- Brittle archaeological silver identification,restoration and conservation  Arhivirana inačica izvorne stranice od 20. veljače 2021. (Wayback Machine)
- How to Make and Use a Precipitated Calcium Carbonate Silver Polish

## Video zapisi vezani uz konzervaciju srebra
- How to Make and Use Precipitated Calcium Carbonate Silver Polish
- UnderstandingHhow Silver Objects Tarnish
- Re-Constructing Silver Objects from the Staffordshire Hoard
- Hoard Conservation Blog July 12: Niello Project .
- .Preventive Conservation Intern Blog - Protecting the Silver Collection .
- Science Nation: "Silver Saver" - Nanotechnology Keeps the Shine on Silver